# Constantijn II van Griekenland
Constantijn II, Koning der Hellenen (Grieks: Κωνσταντῖνος Β', Βασιλεὺς τῶν Ἑλλήνων, Kōnstantinos Β' Vasileús tōn Ellēnōn, Constantijn Beta - de tweede-, Koning der Grieken) (Psychiko bij Athene, 2 juni 1940 – Athene, 10 januari 2023), prins van Denemarken, was van 1964 tot 1973 (sinds 1967 in ballingschap) de laatste koning van Griekenland.

## Regering
Constantijn werd in 1940 geboren als zoon van prins Paul, de jongere broer en troonopvolger van de toenmalige koning George II. Zijn moeder was Friederike von Hannover, een dochter van hertog Ernst August van Brunswijk en een kleindochter van de Duitse keizer Wilhelm II.
Constantijn besteeg in 1964 als opvolger van zijn vader de troon, op een moment dat, door toedoen van zijn moeder, de bodem voor de Griekse monarchie te verzuurd was om haar nog een kans te bieden zich te ontwikkelen volgens de constitutionele principes van de West-Europese en Scandinavische koningshuizen.
Toch had de jonge koning alle vereiste kwaliteiten om populair te worden. Hij had gestudeerd, was sportief (olympisch kampioen zeilen) en dynamisch, en was in 1964 gehuwd met Anne Marie, dochter van Frederik IX van Denemarken, een prinses met onberispelijke democratische geloofsbrieven.
Het bleef roerig in Griekenland. Reeds in 1965 ontsloeg de koning de socialistische regering van premier Papandreou wegens een conflict over het door Papandreou gewenste ontslag van bepaalde legerofficieren. Een omstreden beslissing, waarachter men de hand van Frederika vermoedde. Vele Griekse politici betwistten het recht van de koning om een regering te ontslaan die een parlementaire meerderheid achter zich had. Langdurige kabinetscrises en onlusten waren het gevolg.
In mei 1967 zouden nieuwe verkiezingen worden gehouden. Conservatieve krachten in het land vreesden dat links daarbij weleens de absolute meerderheid zou halen waardoor Griekenland het gevaar liep geleidelijk onder communistische invloed te geraken.

## Staatsgreep

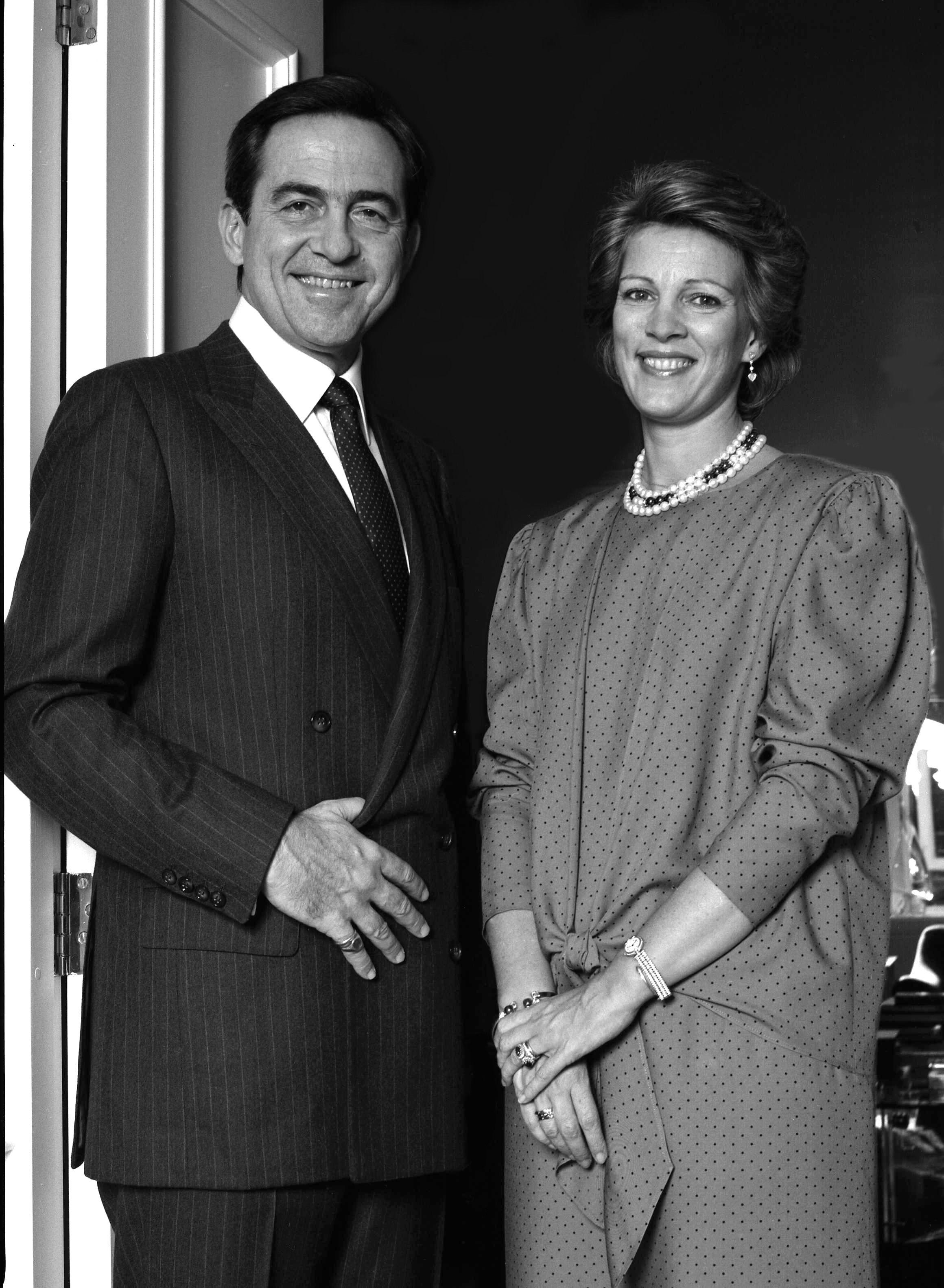
Ex-koning Constantijn met zijn vrouw ex-koningin Anne Marie

Op 21 april 1967 kwam door een staatsgreep een groep rechtse, conservatieve legerofficieren – de 'kolonels' – aan de macht. De 'sterke mannen' waren Georgios Papadopoulos en Stylianos Pattakos. In Washington keek men oogluikend toe: alles was beter dan een links Griekenland.
Onder druk ging de koning in op de eisen van de kolonels, maar in het geheim werkte hij een plan uit voor een tegencoup. In december 1967 kwam koning Constantijn II in verzet tegen de militaire junta, maar mislukte in zijn opzet door verraad. Constantijn rekende ook vergeefs op steun en sympathie van het volk. Als gevolg daarvan werd de koninklijke familie het land uitgezet. De kolonels hieven de grondwet op, verboden alle politieke partijen en zegden de Conventie voor de Rechten van de Mens op.

## Republiek
In 1973 verving de Griekse regering de monarchie door een republiek met Georgios Papadopoulos als president. Bij het referendum van juli 1973 keurde de meerderheid van de Griekse kiezers de nieuwe republikeinse grondwet goed.
Maar de dagen van het kolonelsregime waren geteld. Na het verzet van de studenten van de Polytechnische School te Athene volgde in november 1973 een militaire staatsgreep die zonder bloedvergieten verliep. Papadopoulos werd door zijn medestanders van 1967 ten val gebracht: sindsdien zat hij een levenslange gevangenisstraf uit tot aan zijn dood op 27 juni 1999.
Toen in 1974 oud-premier Karamanlís de democratie herstelde, wachtte de koning op een uitnodiging om terug te keren, maar die bleef uit. Bij een nieuw referendum bleek dat het Griekse volk Constantijn niet meer vertrouwde: 70% van de Grieken koos voor een republiek. De koning aanvaardde de uitslag en leefde vele jaren als een succesvol zakenman in Londen. In 1981 keerde hij voor enkele uren terug naar Griekenland met toestemming van de regering om de begrafenis van zijn moeder Frederika bij te wonen, die in Madrid was overleden maar in Griekenland werd begraven. In 1993 besloot hij om eigenhandig terug te keren naar zijn vaderland, maar dan voor een vakantie. Het leverde veel gedoe met de autoriteiten op en de koning moest na korte tijd rechtsomkeert maken.
In 2013 keerde hij naar zijn geboorteland terug, waar hij zich uiteindelijk vestigde in Porto Cheli, regio Kranidi, vlak bij de vakantievilla van de Nederlandse koning Willem-Alexander, koningin Máxima en hun gezin. Rond 2020 ging de gezondheid van de Griekse oud-koning achteruit en op 10 januari 2023 stierf hij in Athene op 82-jarige leeftijd. Hoewel zijn nabestaanden een staatsbegrafenis voor hem wensten, kreeg Constantijn II deze niet.

## Privé
Constantijn II was de broer van de Spaanse koningin Sophia. Hij was tevens een peetoom van prins Constantijn der Nederlanden, de jongste broer van koning Willem-Alexander, en peetoom van William, de prins van Wales. Tevens was Constantijn II erelid van het Internationaal Olympisch Comité.

### Kinderen
- Alexia (10 juli 1965)
- Paul (20 mei 1967)
- Nikolaos (1 oktober 1969)
- Theodora (9 juni 1983)
- Philippos (26 april 1986)

## Kwartierstaat (voorouders)
| George I van Griekenland (1845-1913) | George I van Griekenland (1845-1913) | George I van Griekenland (1845-1913) | George I van Griekenland (1845-1913) | George I van Griekenland (1845-1913)      | George I van Griekenland (1845-1913)      | Olga Konstantinovna van Rusland (1851-1926) | Olga Konstantinovna van Rusland (1851-1926) | Olga Konstantinovna van Rusland (1851-1926) | Olga Konstantinovna van Rusland (1851-1926) | Olga Konstantinovna van Rusland (1851-1926) | Olga Konstantinovna van Rusland (1851-1926) |                                    |                                    | Frederik III van Pruisen (1831-1888)                     | Frederik III van Pruisen (1831-1888)                     | Frederik III van Pruisen (1831-1888)                     | Frederik III van Pruisen (1831-1888)                     | Frederik III van Pruisen (1831-1888)                     | Frederik III van Pruisen (1831-1888)                     | Victoria van Saksen-Coburg en Gotha (1840-1901) | Victoria van Saksen-Coburg en Gotha (1840-1901) | Victoria van Saksen-Coburg en Gotha (1840-1901) | Victoria van Saksen-Coburg en Gotha (1840-1901) | Victoria van Saksen-Coburg en Gotha (1840-1901) | Victoria van Saksen-Coburg en Gotha (1840-1901) |                                            |                                            | Ernst August van Hannover (1845-1923)      | Ernst August van Hannover (1845-1923)      | Ernst August van Hannover (1845-1923) | Ernst August van Hannover (1845-1923) | Ernst August van Hannover (1845-1923)  | Ernst August van Hannover (1845-1923)  | Thyra van Denemarken (1853-1933)       | Thyra van Denemarken (1853-1933)       | Thyra van Denemarken (1853-1933)       | Thyra van Denemarken (1853-1933)       | Thyra van Denemarken (1853-1933)    | Thyra van Denemarken (1853-1933)    |                                     |                                     | Wilhelm II van Duitsland (1859-1941) | Wilhelm II van Duitsland (1859-1941) | Wilhelm II van Duitsland (1859-1941)    | Wilhelm II van Duitsland (1859-1941)    | Wilhelm II van Duitsland (1859-1941)    | Wilhelm II van Duitsland (1859-1941)    | Augusta Victoria van Sleeswijk-Holstein-Sonderburg-Augustenburg (1858-1921) | Augusta Victoria van Sleeswijk-Holstein-Sonderburg-Augustenburg (1858-1921) | Augusta Victoria van Sleeswijk-Holstein-Sonderburg-Augustenburg (1858-1921) | Augusta Victoria van Sleeswijk-Holstein-Sonderburg-Augustenburg (1858-1921) | Augusta Victoria van Sleeswijk-Holstein-Sonderburg-Augustenburg (1858-1921) | Augusta Victoria van Sleeswijk-Holstein-Sonderburg-Augustenburg (1858-1921) |  |  |  |  |  |  |  |  |  |  |  |  |  |  |  |  |  |  |  |  |  |  |  |  |  |  |  |  |  |  |  |  |  |  |  |  |  |  |  |  |  |  |  |  |  |  |  |  |
| George I van Griekenland (1845-1913) | George I van Griekenland (1845-1913) | George I van Griekenland (1845-1913) | George I van Griekenland (1845-1913) | George I van Griekenland (1845-1913)      | George I van Griekenland (1845-1913)      | Olga Konstantinovna van Rusland (1851-1926) | Olga Konstantinovna van Rusland (1851-1926) | Olga Konstantinovna van Rusland (1851-1926) | Olga Konstantinovna van Rusland (1851-1926) | Olga Konstantinovna van Rusland (1851-1926) | Olga Konstantinovna van Rusland (1851-1926) |                                    |                                    | Frederik III van Pruisen (1831-1888)                     | Frederik III van Pruisen (1831-1888)                     | Frederik III van Pruisen (1831-1888)                     | Frederik III van Pruisen (1831-1888)                     | Frederik III van Pruisen (1831-1888)                     | Frederik III van Pruisen (1831-1888)                     | Victoria van Saksen-Coburg en Gotha (1840-1901) | Victoria van Saksen-Coburg en Gotha (1840-1901) | Victoria van Saksen-Coburg en Gotha (1840-1901) | Victoria van Saksen-Coburg en Gotha (1840-1901) | Victoria van Saksen-Coburg en Gotha (1840-1901) | Victoria van Saksen-Coburg en Gotha (1840-1901) |                                            |                                            | Ernst August van Hannover (1845-1923)      | Ernst August van Hannover (1845-1923)      | Ernst August van Hannover (1845-1923) | Ernst August van Hannover (1845-1923) | Ernst August van Hannover (1845-1923)  | Ernst August van Hannover (1845-1923)  | Thyra van Denemarken (1853-1933)       | Thyra van Denemarken (1853-1933)       | Thyra van Denemarken (1853-1933)       | Thyra van Denemarken (1853-1933)       | Thyra van Denemarken (1853-1933)    | Thyra van Denemarken (1853-1933)    |                                     |                                     | Wilhelm II van Duitsland (1859-1941) | Wilhelm II van Duitsland (1859-1941) | Wilhelm II van Duitsland (1859-1941)    | Wilhelm II van Duitsland (1859-1941)    | Wilhelm II van Duitsland (1859-1941)    | Wilhelm II van Duitsland (1859-1941)    | Augusta Victoria van Sleeswijk-Holstein-Sonderburg-Augustenburg (1858-1921) | Augusta Victoria van Sleeswijk-Holstein-Sonderburg-Augustenburg (1858-1921) | Augusta Victoria van Sleeswijk-Holstein-Sonderburg-Augustenburg (1858-1921) | Augusta Victoria van Sleeswijk-Holstein-Sonderburg-Augustenburg (1858-1921) | Augusta Victoria van Sleeswijk-Holstein-Sonderburg-Augustenburg (1858-1921) | Augusta Victoria van Sleeswijk-Holstein-Sonderburg-Augustenburg (1858-1921) |  |  |  |  |  |  |  |  |  |  |  |  |  |  |  |  |  |  |  |  |  |  |  |  |  |  |  |  |  |  |  |  |  |  |  |  |  |  |  |  |  |  |  |  |  |  |  |  |
|                                      |                                      |                                      |                                      |                                           |                                           |                                             |                                             |                                             |                                             |                                             |                                             |                                    |                                    |                                                          |                                                          |                                                          |                                                          |                                                          |                                                          |                                                 |                                                 |                                                 |                                                 |                                                 |                                                 |                                            |                                            |                                            |                                            |                                       |                                       |                                        |                                        |                                        |                                        |                                        |                                        |                                     |                                     |                                     |                                     |                                      |                                      |                                         |                                         |                                         |                                         |                                                                             |                                                                             |                                                                             |                                                                             |                                                                             |                                                                             |  |  |  |  |  |  |  |  |  |  |  |  |  |  |  |  |  |  |  |  |  |  |  |  |  |  |  |  |  |  |  |  |  |  |  |  |  |  |  |  |  |  |  |  |  |  |  |  |
|                                      |                                      |                                      |                                      | Constantijn I van Griekenland (1868-1923) | Constantijn I van Griekenland (1868-1923) | Constantijn I van Griekenland (1868-1923)   | Constantijn I van Griekenland (1868-1923)   | Constantijn I van Griekenland (1868-1923)   | Constantijn I van Griekenland (1868-1923)   |                                             |                                             |                                    |                                    |                                                          |                                                          | Sophie van Pruisen (1870-1932)                           | Sophie van Pruisen (1870-1932)                           | Sophie van Pruisen (1870-1932)                           | Sophie van Pruisen (1870-1932)                           | Sophie van Pruisen (1870-1932)                  | Sophie van Pruisen (1870-1932)                  |                                                 |                                                 |                                                 |                                                 |                                            |                                            |                                            |                                            |                                       |                                       | Ernst August van Brunswijk (1887-1953) | Ernst August van Brunswijk (1887-1953) | Ernst August van Brunswijk (1887-1953) | Ernst August van Brunswijk (1887-1953) | Ernst August van Brunswijk (1887-1953) | Ernst August van Brunswijk (1887-1953) |                                     |                                     |                                     |                                     |                                      |                                      | Victoria Louise van Pruisen (1892-1980) | Victoria Louise van Pruisen (1892-1980) | Victoria Louise van Pruisen (1892-1980) | Victoria Louise van Pruisen (1892-1980) | Victoria Louise van Pruisen (1892-1980)                                     | Victoria Louise van Pruisen (1892-1980)                                     |                                                                             |                                                                             |                                                                             |                                                                             |  |  |  |  |  |  |  |  |  |  |  |  |  |  |  |  |  |  |  |  |  |  |  |  |  |  |  |  |  |  |  |  |  |  |  |  |  |  |  |  |  |  |  |  |  |  |  |  |
|                                      |                                      |                                      |                                      | Constantijn I van Griekenland (1868-1923) | Constantijn I van Griekenland (1868-1923) | Constantijn I van Griekenland (1868-1923)   | Constantijn I van Griekenland (1868-1923)   | Constantijn I van Griekenland (1868-1923)   | Constantijn I van Griekenland (1868-1923)   |                                             |                                             |                                    |                                    |                                                          |                                                          | Sophie van Pruisen (1870-1932)                           | Sophie van Pruisen (1870-1932)                           | Sophie van Pruisen (1870-1932)                           | Sophie van Pruisen (1870-1932)                           | Sophie van Pruisen (1870-1932)                  | Sophie van Pruisen (1870-1932)                  |                                                 |                                                 |                                                 |                                                 |                                            |                                            |                                            |                                            |                                       |                                       | Ernst August van Brunswijk (1887-1953) | Ernst August van Brunswijk (1887-1953) | Ernst August van Brunswijk (1887-1953) | Ernst August van Brunswijk (1887-1953) | Ernst August van Brunswijk (1887-1953) | Ernst August van Brunswijk (1887-1953) |                                     |                                     |                                     |                                     |                                      |                                      | Victoria Louise van Pruisen (1892-1980) | Victoria Louise van Pruisen (1892-1980) | Victoria Louise van Pruisen (1892-1980) | Victoria Louise van Pruisen (1892-1980) | Victoria Louise van Pruisen (1892-1980)                                     | Victoria Louise van Pruisen (1892-1980)                                     |                                                                             |                                                                             |                                                                             |                                                                             |  |  |  |  |  |  |  |  |  |  |  |  |  |  |  |  |  |  |  |  |  |  |  |  |  |  |  |  |  |  |  |  |  |  |  |  |  |  |  |  |  |  |  |  |  |  |  |  |
|                                      |                                      |                                      |                                      |                                           |                                           |                                             |                                             |                                             |                                             | Paul I van Griekenland (1901-1964)          | Paul I van Griekenland (1901-1964)          | Paul I van Griekenland (1901-1964) | Paul I van Griekenland (1901-1964) | Paul I van Griekenland (1901-1964)                       | Paul I van Griekenland (1901-1964)                       |                                                          |                                                          |                                                          |                                                          |                                                 |                                                 |                                                 |                                                 |                                                 |                                                 |                                            |                                            |                                            |                                            |                                       |                                       |                                        |                                        |                                        |                                        |                                        |                                        | Friederike von Hannover (1917-1981) | Friederike von Hannover (1917-1981) | Friederike von Hannover (1917-1981) | Friederike von Hannover (1917-1981) | Friederike von Hannover (1917-1981)  | Friederike von Hannover (1917-1981)  |                                         |                                         |                                         |                                         |                                                                             |                                                                             |                                                                             |                                                                             |                                                                             |                                                                             |  |  |  |  |  |  |  |  |  |  |  |  |  |  |  |  |  |  |  |  |  |  |  |  |  |  |  |  |  |  |  |  |  |  |  |  |  |  |  |  |  |  |  |  |  |  |  |  |
|                                      |                                      |                                      |                                      |                                           |                                           |                                             |                                             |                                             |                                             | Paul I van Griekenland (1901-1964)          | Paul I van Griekenland (1901-1964)          | Paul I van Griekenland (1901-1964) | Paul I van Griekenland (1901-1964) | Paul I van Griekenland (1901-1964)                       | Paul I van Griekenland (1901-1964)                       |                                                          |                                                          |                                                          |                                                          |                                                 |                                                 |                                                 |                                                 |                                                 |                                                 |                                            |                                            |                                            |                                            |                                       |                                       |                                        |                                        |                                        |                                        |                                        |                                        | Friederike von Hannover (1917-1981) | Friederike von Hannover (1917-1981) | Friederike von Hannover (1917-1981) | Friederike von Hannover (1917-1981) | Friederike von Hannover (1917-1981)  | Friederike von Hannover (1917-1981)  |                                         |                                         |                                         |                                         |                                                                             |                                                                             |                                                                             |                                                                             |                                                                             |                                                                             |  |  |  |  |  |  |  |  |  |  |  |  |  |  |  |  |  |  |  |  |  |  |  |  |  |  |  |  |  |  |  |  |  |  |  |  |  |  |  |  |  |  |  |  |  |  |  |  |
|                                      |                                      |                                      |                                      |                                           |                                           |                                             |                                             |                                             |                                             |                                             |                                             |                                    |                                    |                                                          |                                                          |                                                          |                                                          |                                                          |                                                          |                                                 |                                                 |                                                 |                                                 |                                                 |                                                 |                                            |                                            |                                            |                                            |                                       |                                       |                                        |                                        |                                        |                                        |                                        |                                        |                                     |                                     |                                     |                                     |                                      |                                      |                                         |                                         |                                         |                                         |                                                                             |                                                                             |                                                                             |                                                                             |                                                                             |                                                                             |  |  |  |  |  |  |  |  |  |  |  |  |  |  |  |  |  |  |  |  |  |  |  |  |  |  |  |  |  |  |  |  |  |  |  |  |  |  |  |  |  |  |  |  |  |  |  |  |
|                                      |                                      |                                      |                                      |                                           |                                           |                                             |                                             |                                             |                                             |                                             |                                             |                                    |                                    |                                                          |                                                          |                                                          |                                                          |                                                          |                                                          |                                                 |                                                 |                                                 |                                                 |                                                 |                                                 |                                            |                                            |                                            |                                            |                                       |                                       |                                        |                                        |                                        |                                        |                                        |                                        |                                     |                                     |                                     |                                     |                                      |                                      |                                         |                                         |                                         |                                         |                                                                             |                                                                             |                                                                             |                                                                             |                                                                             |                                                                             |  |  |  |  |  |  |  |  |  |  |  |  |  |  |  |  |  |  |  |  |  |  |  |  |  |  |  |  |  |  |  |  |  |  |  |  |  |  |  |  |  |  |  |  |  |  |  |  |
|                                      |                                      |                                      |                                      |                                           |                                           |                                             |                                             |                                             |                                             |                                             |                                             |                                    |                                    | Sophia van Griekenland, koningin van Spanje (1938-heden) | Sophia van Griekenland, koningin van Spanje (1938-heden) | Sophia van Griekenland, koningin van Spanje (1938-heden) | Sophia van Griekenland, koningin van Spanje (1938-heden) | Sophia van Griekenland, koningin van Spanje (1938-heden) | Sophia van Griekenland, koningin van Spanje (1938-heden) |                                                 |                                                 |                                                 |                                                 | Constantijn II van Griekenland (1940-2023)      | Constantijn II van Griekenland (1940-2023)      | Constantijn II van Griekenland (1940-2023) | Constantijn II van Griekenland (1940-2023) | Constantijn II van Griekenland (1940-2023) | Constantijn II van Griekenland (1940-2023) |                                       |                                       |                                        |                                        | Irene van Griekenland (1942-heden)     | Irene van Griekenland (1942-heden)     | Irene van Griekenland (1942-heden)     | Irene van Griekenland (1942-heden)     | Irene van Griekenland (1942-heden)  | Irene van Griekenland (1942-heden)  |                                     |                                     |                                      |                                      |                                         |                                         |                                         |                                         |                                                                             |                                                                             |                                                                             |                                                                             |                                                                             |                                                                             |  |  |  |  |  |  |  |  |  |  |  |  |  |  |  |  |  |  |  |  |  |  |  |  |  |  |  |  |  |  |  |  |  |  |  |  |  |  |  |  |  |  |  |  |  |  |  |  |